# ピエール・ボスト
ピエール・ボスト（Pierre Bost、1901年1月26日 ラザール - 1975年12月9日 パリ）は、フランスの小説家、ジャーナリスト、劇作家、脚本家である。ジャン・オーランシュとの脚本コンビ「オーランシュ＝ボスト」として多くの作品を残したことで知られる。

## 来歴・人物
1901年1月26日、フランス・ガール県ラザールに生まれる。
喜劇『L'Imbécile』を書き、ヴィユ・コロンビエ劇場でデビュー、つづいて同題でノヴェライズした。
1939年から映画界に入り、アルベール・ヴァランタン監督の『L'Héritier des Mondésir』で脚本家としてデビューする。ひと足先に映画脚本家としてデビューしていたジャン・オーランシュとはそのときからのコンビである。1940年代初頭、たいへん多くの映画脚本やダイアローグを書き、彼の「共犯者オーランシュ」とはほとんどの作品でコンビを組んでおり、クロード・オータン＝ララ監督の『パリ横断』（1956年）や『青い女馬』（1959年）、ミシェル・ボワロン監督の『学生たちの道』（1959年）などはいまも傑作たりつづけている。オータン＝ララ、ルネ・クレマン、ジャン・ドラノワ監督との作品を多く残した。
1954年、まだ21歳であり、映画批評を書き始めたばかりのシネフィル、フランソワ・トリュフォーが、『カイエ・デュ・シネマ』1月号誌上に『フランス映画のある種の傾向』という攻撃的な論文を発表、「オーランシュ＝ボスト」の脚本コンビは、「作家の映画」と相容れない「良質の伝統」の推進者として、そこで徹底的に批判された。トリュフォーは「フランス映画の墓掘り人」と呼ばれたが、同論文がその後のヌーヴェルヴァーグの流れを生んだ。
その後も「オーランシュ＝ボスト」は健筆を揮い、1958年には、ブリジット・バルドーとロジェ・ヴァディムを世に出した天才肌の若手プロデューサーラウール・レヴィに起用され、バルドー主演の『可愛い悪魔』の脚本を書き、1966年には、クレマン監督の『パリは燃えているか』の脚本を、アメリカの小説家ゴア・ヴィダルやデビュー直後の新進映画監督フランシス・フォード・コッポラとの共同作業で完成させ、1973年には、ボストの40歳下の若手監督ベルトラン・タヴェルニエの長篇第一作『サン・ポールの時計屋』を手がけ、同作は同年の最優秀作品に贈られるルイ・デリュック賞を獲得するにいたる。
1975年12月9日、パリで死去。74歳没。生前最後の作品となったタヴェルニエ監督の『判事と殺人者』（1975年）も「オーランシュ＝ボスト」コンビによるものだった。同作は翌1976年3月10日にフランスで公開された。
ボストの没後、9年経ってから、タヴェルニエ監督は映画『田舎の日曜日』（1984年）に、ボストの小説『Monsieur Ladmiral va bientôt mourir（ラドミラル氏はもうすぐ死ぬ）』を原作にした。同作の全編にわたるすべてのシーンにナレーションで語られたテクストは、同小説からの引用である。同小説は、2005年再版されて、ガリマール出版社の「L'imaginaire」コレクションに収録された。

## おもなフィルモグラフィ
- L'Héritier des Mondésir　1939年　監督アルベール・ヴァランタン、共同脚本ジャン・オーランシュ、助監督ジャック・ベッケル　※脚本家デビュー作
- 最後の切り札 Dernier atout　1942年　脚色　監督ジャック・ベッケル
- Madame et le mort　1943年　監督ルイ・ダカン、原作ピエール・ヴェリー、脚色マルセル・エーメ
- 田園交響楽 La Symphonie pastorale　1946年　監督ジャン・ドラノワ、共同脚本ジャン・オーランシュ、原作アンドレ・ジッド
- 肉体の悪魔 Le Diable au corps　1947年　監督クロード・オータン＝ララ、共同脚本ジャン・オーランシュ、原作レイモン・ラディゲ
- ガラスの城 Le Château de verre　1950年　原作・脚本　監督・脚本ルネ・クレマン、共同原作ヴィッキ・バウム
- Occupe-toi d'Amélie　1949年　監督クロード・オータン＝ララ
- 鉄格子の彼方 Le Mura di Malapaga　1949年　監督ルネ・クレマン、共同脚本ジャン・オーランシュ
- 雪の夜の旅人 L'Auberge rouge　1951年　監督・脚本クロード・オータン＝ララ、共同脚本ジャン・オーランシュ
- 禁じられた遊び Jeux interdits　1952年　監督ルネ・クレマン、共同脚本ジャン・オーランシュ、原作フランソワ・ボワイエ
- 沈黙の家 La Voce del silenzio　1952年　監督G・W・パブスト
- 青い麦 Le Blé en herbe　1953年　監督・脚本クロード・オータン＝ララ、共同脚本ジャン・オーランシュ
- 女と奇蹟 Jeanne　1954年　監督ジャン・ドラノワ、共同脚本ジャン・オーランシュ
  - 運命 Destinées　オムニバス　参加監督クリスチャン＝ジャック、マルセル・パリエロ
- 赤と黒 Le Rouge et le Noir　1954年　監督クロード・オータン＝ララ、共同脚本ジャン・オーランシュ、原作スタンダール
- 首輪のない犬 Chiens perdus sans collier　1955年　監督ジャン・ドラノワ、共同脚本ジャン・オーランシュ、フランソワ・ボワイエ
- 居酒屋 Gervaise　1956年　監督ルネ・クレマン、共同脚本ジャン・オーランシュ、原作エミール・ゾラ
- パリ横断 La Traversée de Paris　1956年　監督クロード・オータン＝ララ
- 可愛い悪魔 En cas de malheur　1958年　監督クロード・オータン＝ララ、共同脚本ジャン・オーランシュ、製作ラウール・レヴィ
- 黙って抱いて　1959年　監督・脚本マルク・アレグレ、共同脚本ジャン・オーランシュ、ロジェ・ヴァディム、オデット・ジョワイユ、ガブリエル・アルー、ジャン・マルサン
- 学生たちの道 Le Chemin des écoliers　1959年　監督ミシェル・ボワロン、共同脚本ジャン・オーランシュ、原作マルセル・エーメ
- 青い女馬 La Jument verte　1959年　監督クロード・オータン＝ララ
- 生きる歓び Che gioia vivere　1960年　監督・原案ルネ・クレマン、原案グァルティエロ・ヤコペッティ
- 悲しみの天使 Les Amitiés particulières　1965年　監督ジャン・ドラノワ、共同脚本ジャン・オーランシュ、原作ロジェ・ペルフィット
- パリは燃えているか Paris brûle-t-il ?　1966年　監督ルネ・クレマン、共同脚本ジャン・オーランシュ、ゴア・ヴィダル、フランシス・フォード・コッポラ
- Le Château perdu　1973年　監督フランソワ・シャテル、原作クロード＝アンドレ・ピュジェ
- サン・ポールの時計屋 L'Horloger de Saint-Paul　1973年　監督・脚本ベルトラン・タヴェルニエ、共同脚本ジャン・オーランシュ、原作ジョルジュ・シムノン
- 判事と殺人者 Le Juge et l'Assassin　1975年　監督ベルトラン・タヴェルニエ、共同脚本ジャン・オーランシュ　※遺作

没後の作品
- 田舎の日曜日 Un dimanche à la campagne　1984年　（原作）　監督・脚本ベルトラン・タヴェルニエ
- 緑の山 Der Grüne Berg　ドキュメンタリー　1990年　監督・脚本・製作・編集フレディ・ムーラー、共同脚本ベルトラン・タヴェルニエ、共同製作・撮影ピオ・コラーディ

## 関連事項
- ジャン・オーランシュ（Jean Aurenche）
- ヴィユ・コロンビエ劇場（Théâtre du Vieux-Colombier）
- アルベール・ヴァランタン（Albert Valentin）
- フランス映画のある種の傾向（Une certaine tendance du cinéma français）